# グリゴリー・クレイン
グリゴリー・アブラモヴィチ・クレイン（ロシア語: Григорий Абрамович Крейн：ラテン文字転写：Grigori Abramowitsch Krein、1879年3月18日 ニジニー・ノヴゴロド – 1957年1月6日 コマロヴォ）はロシア帝国末期から活躍したソビエト連邦の作曲家。ユダヤ系である。

## 経歴
1879年、ニジニー・ノヴゴロドで生まれた。音楽一家で、父から最初の音楽の手ほどきを受けた。モスクワに出てヤン・フジマリーとパウル・ユオン、レインゴリト・グリエールに師事し、1905年から1908年までライプツィヒでマックス・レーガーに師事した。
1913年より、弟アレクサンドル・クレインと同じく、ユダヤ民族音楽協会モスクワ支部に加入した。1926年から1934年まで、息子ユリアンとともに、ウィーンやパリ、ベルリンを転々とした後、モスクワに戻り、1941年から1943年までは大祖国戦争の戦火を避けてタシケントに疎開した。

## 家族・親族
- 父：アブラム・クレインは、1870年にリトアニアからロシアにやってきた有名なフィドル弾き。
- 兄：ダヴィド・クレインは高名なヴァイオリニスト。
- 弟：アレクサンドル・クレインも作曲家。
- 息子：ユリアン・クレインも作曲家。

甥：エフゲン・クレインはヴァイオリニスト、作曲家。ダヴィド・クレインの息子。北澤栄と結婚して日本に住み、日本における西洋音楽普及と後進の育成に貢献した。

## 作曲作品一覧
- 交響曲
- ヴァイオリン協奏曲
- ヴァイオリンと管弦楽のための協奏的幻想曲
- 交響詩《サウルとダヴィデ》
- 3つの交響的エピソード
- ヘブライ狂詩曲
- 弦楽四重奏曲
- 4つの無言歌